# L'Étudiant étranger (film)
 (décembre 2023).
Pour l’article homonyme, voir L'Étudiant étranger.
Pour plus de détails, voir Fiche technique et Distribution.
L'Étudiant étranger (Foreign Student) est un film américain réalisé par Eva Sereny, sorti en 1994.

## Synopsis
Philippe, un jeune Français, a obtenu une bourse pour un programme d'échange universitaire aux États-Unis. Il accepte cette opportunité avec beaucoup d'enthousiasme, mais il devra apprendre à s'adapter à une nouvelle vie loin de chez lui.

## Fiche technique
- Titre : L'Étudiant étranger
- Titre original : Foreign Student
- Réalisation : Eva Sereny
- Scénario : Menno Meyjes
- Musique : Jean-Claude Petit
- Pays de production :  États-Unis
- Sociétés de production : Gramercy Pictures, Carthago Films S.a.r.l., FeatherstoneHolland Coordinator and Service Company, Libra Productions et Silvio Berlusconi Communications
- Genre : Drame
- Durée : 90 minutes
- Date de sortie : 29 juillet 1994

## Distribution
- Robin Givens : Avril
- Marco Hofschneider : Philippe Leclerc
- Rick Johnson : Cal Cate
- Charlotte Ross : Elizabeth 'Sue Ann' Baldridge
- Edward Herrmann : Zachary 'Zach' Gilmore
- Jack Coleman : Rex Jennings
- Charles S. Dutton as Howlin' Wolf
- Hinton Battle : Sonny Boy Williamson
- Anthony Herrera : l'entraîneur Mallard
- Bob Child : le conseiller
- David Long : M. Baldridge
- Ruth Williamson : Mme Baldridge
- Michael Reilly Burke as Harrison
- Michael Goodwin : l'entraîneur adjoint
- Jon Hendricks : le père d'Avril
- Andy Park : le shérif McLain
- Brendan Medlin : Hans
- Kevin A. Parrott : Buster Dubonnet
- Cliff McMullen : le prédicateur
- Jane Beard : Doris Jennings
- Sutton Knight : le rédacteur
- John Habberton : William Faulkner
- Jonathan Sale : Herbie Clemson